# CBLT-DT
CBLT-DT（仮想チャンネル5・UHFデジタルチャンネル20）は、カナダ・オンタリオ州トロントにライセンス供与されているCBCテレビジョンの英語サービスの旗艦テレビ局。カナダ放送協会（CBC）が所有しており、Ici Radio-Canada Téléネットワーク局のCBLFT-DT（チャンネル25）との複占の一部である。両方の放送局は、全国のケーブルニュースチャンネル「CBCニュースネットワーク」とも共有されており、CBCのニュース・エンターテイメント番組の殆どのスタジオを収容しているトロントのダウンタウンにあるフロント・ストリート (トロント)・ウェストのカナダ放送センターのスタジオを共有している。送信所はCNタワーの上にある。

## 歴史

1940年から1958年までのCBLTロゴ。

1952年9月8日に開局し、当初はVHFチャンネル9で放送されていた。オンタリオ州で最も古いテレビ局であり、モントリオールのIci Radio-Canada Télé旗艦局のCBFTに次ぐカナダで2番目に古いテレビ局である。最初の放送は、CBCの全国ネットワークロゴの不注意による誤った表示によって始まった。競合する記事では、スライドの挿入が正しくないために、上下逆に表示されたか、逆に表示されたと言われている。CBFTが開局した2日前には、このようなエラーは発生しなかった。
元々、送信所タワーの隣にある「The Barn」と非公式にニックネームが付けられた、ミューチュアル・ストリートのメインスタジオを備えた一連の小さなスタジオから放送された（「クレムリン（The Kremlin）」と呼ばれる古い管理棟は、現在、ジャービス・ストリートにあるカナダ国立バレエ学校の一部である）。1953年1月19日、ニューヨーク州バッファロー〜トロント間のマイクロ波リンクがアクティブになり、アメリカのテレビネットワークからの番組の生放送が可能になった。数ヶ月後の同年5月14日、モントリオール（CBFT）とオタワ（CBOT (TV)）にあるCBCテレビジョンの放送局が、トランス・カナダ・マイクロウェーブシステム内の最初の接続となった。
1956年、VHFチャンネル6に移行し、実効輻射電力を25kWから100kWに増力した。周波数の変更は、トロントの2番目の個人所有のローカル放送局の最終的なライセンスに対応するために行われ、1960年の終わりにライセンスされた際に最終的にCFTO（チャネル9）となった。その後、1972年に、CBLTは2つの新しい放送局（パリス (オンタリオ州)のCKGN（現：CIII-DT）とデズロント (オンタリオ州)のオタワを拠点とするCJOH-DTのリピーター）がチャンネル6を使用できるようにするためにチャンネル5に移転した。
CBLTは、1976年にCNタワーがオープンした際に、送信所設備を同所に移し、信号は同年5月31日に初めてタワーから送信された。1992年にフロント・ストリート (トロント)のカナダ放送センターに事業を移した。

## ブランディング
創業以来、様々な放送上のブランドを使用してきた。1957年から1972年まで、「Channel 6（チャンネル6）」として知られていた。1972年にチャンネル5に移行した後、「CBLT Five」としてブランド名を変更し、後に「CBLT/5」に簡略化した。1970年代後半に、「Toronto/5」としてブランド化され、当時の新しいCBCロゴが「Toronto」のOの1つに置き換えられた。1980年代には、「CBC 5」のロゴを使用していたが、主にCBLT-TVとして知られていた。1986年1月1日以降、印刷広告で「CBC Television Toronto/5」として識別されたが、CBLTの名称は、夕方のニュース番組『CBLTニュースアワー（CBLT Newshour）』を含むローカル番組に使用された。1990年代までに、単に「CBC Toronto（CBCトロント）」として知られていたが、CBLTコールサインは、ローカル番組やCBCのウェブサイトで時々使用されていた。殆どのカナダのテレビ局と同様に、殆どのケーブル配置がそのVHF周波数と一致しなかったため、アナログチャンネル番号の使用は、局のロゴと広告から段階的に廃止された。

## ニュース運用
現在、毎週10時間40分のローカルで制作されたニュース番組を放送しており（平日：2時間、土曜日：30分間、日曜日：10分間）、番組に費やされる時間数に関しては、トロントの直近の市場で英語のテレビ局から出力されるローカルニュース番組の中で最も低く、拡大したトロント〜ハミルトン〜バリー市場全体の放送局の中で2番目に低いものである（毎週7時間のニュース番組を放送するCTV 2直営局のCKVR-DTに次ぐ）。CBLTのニュース放送は、トロント市場で一貫して非常に厳しい競争に直面しており、1970年にCTV系列局CFTOが1位に急上昇して以来、一貫して評価され、1982年以降はCITY-TV（チャンネル57）に遅れをとっている。
1984年9月10日、カナダで唯一のローカルで制作された朝のテレビ番組の1つで、平日7:00から9:00まで放送された『CBLTモーニング（CBLT Morning）』を開始させた。デール・ゴールドホークとレスリー・ジョーンズが共同ホストを務め、ケビン・マーシュがニュースを伝えた。1986年4月4日に同番組が終了された時点で、ABCの『グッド・モーニング・アメリカ』のカナダの視聴者数を上回るが、CTVの『カナダAM』の視聴者数よりは少ない2万人が視聴した。
BBMカナダによると、1995年春、CBLTの夕方ニュース番組『CBCイブニングニュース（CBC Evening News）』は、トロント〜ハミルトン市場で合計117,000人の視聴者を記録し、CIIIの『グローバルニュース（Global News）』の141,000人、CITYの『シティーパルス』の229,000人、CFTOの『ワールドビートニュース（World Beat News）』の409,000人に次ぐ4位となった。18:00のニュースでトロント〜ハミルトン市場に拠点を置く唯一の他の放送局であるCHCH（チャンネル11）だけ、視聴者数が77,000人で視聴率が低かった。
2011年10月15日、土曜日18:30のニュースを開始させた後、翌日の日曜日23:00に10分間のニュース放送を開始した。2012年9月17日、平日23:00からの30分間のニュース放送が開始された。追加のローカルニュース放送は、CBCのテレビ、ラジオ、インターネットプラットフォーム全体でローカルサービスを改善するCBCによる5年間の戦略計画「2015: Everyone, Every Way」の一部だった。

### 著名な現在のスタッフ
- ドワイト・ドラモンド（英語版） - 平日アンカー

### 著名な元スタッフ
- グイド・バッソ（英語版） - 音楽監督（1963年 - 1967年）
- ビル・キャメロン (ジャーナリスト)（英語版） - ニュースアンカー（1992年 - 1995年）
- シャロン・ダン（英語版） - 『ニュースアワー（Newshour）』『ニュースファイナル（Newsfinal）』アンカー/『リーチ・フォー・ザ・トップ（英語版）』ホスト（1979年 - 1984年）
- デール・ゴールドホーク（英語版） - 『CBLTモーニング（CBLT Morning）』の共同ホスト（1984年 - 1986年）
- ビル・ハリントン (アナウンサー)（英語版） - 立法担当リポーター
- ロス・ハル（英語版） - 気象学者（2013年 - 2014年）
- ヒラリー・ブラウン（英語版） - 『ニュースアワー』のアンカー（1984年 - 1991年）
- フレイザー・ケリー（英語版） - 『ニュースアワー』の共同ホスト（1981年 - 1986年）
- ジェフリー・コフマン（英語版） - アンカー/リポーター
- クレア・マーティン (気象学者)（英語版） - 平日夜の気象学者
- アン＝マリー・メディウェイク（英語版） - 平日アンカー（2010年 - 2016年）
- スハナ・メハーチャンド（英語版） - アンカー（1995年 - ?）
- スティーブ・パイキン（英語版） - クイーンズ・パーク担当記者
- パーシー・サルツマン（英語版） - CBLT最初の気象予報士（1952年 - 1972年）
- アダム・ヴォーン（英語版） - リポーター（1994年 - 2000年）

## 技術情報

### サブチャンネル
| チャンネル | 解像度 | アスペクト比 | ショートネーム | 番組編成                          |
| ---------- | ------ | ------------ | -------------- | --------------------------------- |
| 5.1        | 720p   | 16:9         | CBLT-DT        | メインCBLT-DT番組/CBCテレビジョン |

### アナログからデジタルへの変換
2004年1月30日、カナダ・ラジオテレビ通信委員会（CRTC）は、UHFチャンネル20でデジタル信号を放送する許可をCBLTに与えた。CBLTは、2005年3月5日に高解像度で番組の放送を開始した。
CRTCが指定した強制市場のカナダのテレビ局がアナログからデジタル放送に移行した公式の日付である2011年8月31日に、VHFチャンネル5でのアナログ信号を停止した。局のデジタル信号は、移行前のUHFチャンネル20のままだった。PSIPを使用することで、デジタルテレビ受信機は仮想チャンネルを以前のVHFアナログチャンネル5として表示する。

### 放送範囲
CNタワー送信所からのCBLTの信号は、東はオシャワから西はハルトンヒルズとジョージタウンまで、南はハミルトンとナイアガラフォールズからほぼブラッドフォードまで、すぐ近くのグレータートロントエリアを適切にカバーしている。
さらに、サンダーベイのCKPR-DTが2014年9月1日に同ネットワークから切り離された後、CBLTは、以前は再放送送信所（以下を参照）によって地上波で配信されていた市場、及びサンダーベイとピーターボロのテレビ市場と同様に、同日にサンダーベイのCKPR-DTが同ネットワークから切り離された後、ピーターボロのCHEX-DTとオシャワの姉妹局CHEX-TV-2はいずれも2015年8月31日に続き、どちらの場合もCTVテレビジョンネットワークの提携局になった。
CBLTは、バンクーバーのCBUT、ウィンザーのCBET、モントリオールのCBMTの姉妹局と同様に、いくつかのアメリカのコミュニティでもケーブルで放送されている。
カリブ海では、アンギラ、アンティグア・バーブーダ、セントキッツ・ネイビス、バルバドス、バミューダ諸島、ケイマン諸島、グレナダ、タークス・カイコス諸島、ジャマイカのケーブルプロバイダーでCBLTが運用されている。

### 元送信所
CBLTは、CBET-DTがウィンザー地域にサービスを提供しているため、ウィンザーを除いて、オンタリオ州北東部の全てとオンタリオ州南西部の殆どを含む35を超える再放送送信所のネットワークを通じて、オンタリオ州の大部分にサービスを提供した。2002年にMCTVツインスティックのCBC提携局を引き継ぐまで、オンタリオ州南部とオンタリオ州北部のいくつかの農村のコミュニティにのみサービスを提供していた。ジェラルトンのCBLGTとCBLAT送信所は 1970年代初頭から運用されていたが、他のCBC提携局がネットワークから切り離されたか、CBCに買収されたために追加された。
2011年8月16日、CRTCはCBCに対し、ロンドンとキッチナーを含む強制市場内で22のアナログ中継器を運用し続ける許可を与えた。これらのアナログ送信所は、運用を継続するために2012年8月31日まで延長され、それまでに送信所をデジタルに変換するかシャットダウンする必要があった。CBCは、2011年8月31日に閉鎖したバリー送信所の延長を求めなかったが、残りのサテライト再放送局は運用を続けた。
伝えられるところによると、2012年4月にCBCに対する連邦予算が削減されたため、CBCは、同年7月31日にCBCとRadio-Canadaの残りのアナログ送信所を停止するなど、送信予算を大幅に削減した。これには、2011年から2012年にかけてアナログ送信所を使用して「保留」されていた残りのCBC及びRadio-Canadaの再放送局を全て閉鎖することが含まれていた。それらの全てはCBCによって廃止され、カナダの農村部やアメリカの国境地帯を離れ、無料の地上波CBC放送範囲がなく、これらの視聴者は、ケーブルまたは衛星プロバイダーに加入するように指示されているか、有料インターネットプロバイダーを通じて利用可能なウェブサイトに誘導されている。

#### CBLTの再放送局
| 放送地域免許       | コールサイン | チャンネル | ERP （W） | 備考 |
| ------------------ | ------------ | ---------- | --------- | --- |
| アタワピスカット   | CBLET        | 12（VHF）  | 10        | 2002年に同局がCBLTリピーターになるまでは、元々CFCL-TV/ティミンズのリピーターだった。 |
| ベアードモア       | CBLAT-5      | 9（VHF）   | 8         | |
| チャプロー         | CBCU-TV      | 7（VHF）   | 101       | 2002年に同局がCBLTリピーターになるまでは、元々CFCL-TV/ティミンズのリピーターだった。 |
| エリオットレイク   | CBEC-TV      | 7（VHF）   | 34,000    | 旧CKNC-TV-1。元々、CKNC-TV/サドバリーのリピーターだったが、2002年に同局がCBLTリピーターになった。 |
| フォートオールバニ | CBLDT        | 8（VHF）   | 491       | 2002年に同局がCBLTリピーターになるまでは、元々CFCL-TV/ティミンズのリピーターだった。 |
| フォートホープ     | CBLHT        | 12（VHF）  | 10        | この送信所はかつて、ニューファンドランド・ラブラドール州セントジョンズのCBNTを介してCBCノースを繰り返した。 |
| フレーザーデール   | CBLCT        | 7（VHF）   | 10        | 2002年に同局がCBLTリピーターになるまでは、元々CFCL-TV/ティミンズのリピーターだった。 |
| ジェラルトン       | CBLGT        | 13（VHF）  | 22,000    | 旧CBLAT |
| ハースト           | CBCC-TV      | 5（VHF）   | 5,300     | 2002年に同局がCBLTリピーターになるまでは、元々CFCL-TV/ティミンズのリピーターだった。 |
| ホーンペイン       | CBLAT-6      | 13（VHF）  | 30,000    | |
| ハンツビル         | CBLT-TV-2    | 8（VHF）   | 115       | 以前はCKVR-TV-2、元は現在のCTV 2系列のCKVR-TV/バリーを繰り返した。 |
| カプスカシング     | CBLT-9       | 2（VHF）   | 17        | 2002年に同局がCBLTリピーターになるまでは、元々CFCL-TV/ティミンズのリピーターだった。 |
| カーンズ           | CBLT-8       | 2（VHF）   | 70,000    | また、CBMTモントリオールの代わりに、ケベック州ルーイン・ノランダにもサービスを提供した。2002年に同局がCBLTリピーターになるまでは、元々CFCL-TV/ティミンズのリピーターだった。                                                       |
| リトルカレント     | CBCE-TV      | 16（UHF）  | 23,700    | |
| マニトワッジ       | CBLAT-1      | 8（VHF）   | 22,000    | |
| マラソン           | CBLAT-4      | 11（VHF）  | 7,500     | |
| ムースニー         | CBCO-TV-1    | 9（VHF）   | 9         | 2002年に同局がCBLTリピーターになるまでは、元々CFCL-TV/ティミンズのリピーターだった。 |
| ニピゴン           | CBLK-TV      | 16（UHF）  | 2,300     | 元々はCBCの私設提携局CKPR-TV/サンダーベイ（現：CTV提携局）のCBC所有のリピーターだった。 |
| ノースベイ         | CBLT-4       | 4（VHF）   | 100       | 1955年から1970年まで別の局であるCHNB-TVとして運営されていたが、1970年から2002年にCBCが買収するまで、MCTV-CBC地域ネットワークの一部となった。                                                                                       |
| パリーサウンド     | CBLT-TV-3    | 18（UHF）  | 50        | CBLTリピーターは1995年9月1日にチャンネル18で開始され、同じ日にCKVR/バリーはCBCから脱退し、パリーサウンドのチャンネル12リピーターを独立局として維持した。                                                                           |
| スーセントマリー   | CBLT-5       | 5（VHF）   | 37,900    | 1955年から1970年まで別の局であるCJIC-TVとして運営されていたが、1970年から2002年にCBCが買収するまで、MCTV-CBC地域ネットワークの一部となった。この中継器は、アメリカ・ミシガン州アッパー半島の最東端にもアナログサービスを提供した。 |
| サドバリー         | CBLT-6       | 9（VHF）   | 115,500   | 1971年から2002年にCBCが買収するまで、MCTV-CBC地域ネットワークの一部であるCKNC-TVとして運営されていた。 |
| ティミンズ         | CBLT-7       | 6（VHF）   | 100,000   | 1956年から1970年まで別の局であるCFCL-TVとして運営されていたが、1970年から2002年初めにCBCが買収するまで、MCTV-CBC地域ネットワークの一部となった。                                                                                   |
| ワワ               | CBLAT-3      | 9（VHF）   | 16,000    | |
| ホワイトリバー     | CBLAT-2      | 12（VHF）  | 304       | |

#### CBLN-TVの再放送局
以下は、オンタリオ州ロンドンに本拠を置くCBCアウトレットのCBLN-TVを最初に再放送した送信所の一覧である。CBLN-TVは、1988年にウィンザー郊外のオンタリオ州南西部のCBCアウトレットとして開局し、UHFチャンネル40で放送し、CFPL-TVを提携局に置き換えた。CBLN-TVは、ローカル広告を掲載し、番組のバリエーションは殆どなかったが、それ以外は独自の番組を制作せず、CBLTの「事実上の」再放送局だった。
| 放送地域免許                                               | コールサイン | UHFチャンネル | 備考                               |
| ---------------------------------------------------------- | ------------ | ------------- | ---------------------------------- |
| チャタム                                                   | CBLN-TV-3    | 64            |                                    |
| ロンドン                                                   | CBLN-TV      | 23            | 1988年に運用を開始。旧チャンネル40 |
| ノーマンデール                                             | CBLN-TV-6    | 44            |                                    |
| パリス/キッチナー/ウォータールー                           | CBLN-TV-1    | 29            | 旧UHFチャンネル56                  |
| サーニア/オイルスプリングス （ミシガン州ポートヒューロン） | CBLN-TV-2    | 34            |                                    |
| ウィアートン                                               | CBLN-TV-5    | 20            |                                    |
| ウィンガム                                                 | CBLN-TV-4    | 45            | CKNX-TVをCBC提携局に変更           |